# Senat Wowereit II
Der Senat  Wowereit II bildete vom 17. Januar 2002 bis 22. November 2006 die Landesregierung des Landes Berlin.
Nach der Wahl zum Abgeordnetenhaus von Berlin (15. Wahlperiode) vom 21. Oktober 2001 hatte der zuvor regierende rot-grüne Minderheitssenat keine Mehrheit erlangt. Die Koalitionsverhandlungen zur Bildung einer Ampelkoalition scheiterten. Deshalb wurde eine rot-rote Koalition gebildet.
| Amt                                                         | Name               | Partei | Partei |
| ----------------------------------------------------------- | ------------------ | ------ | ------ |
| Regierender Bürgermeister                                   | Klaus Wowereit     |        | SPD    |
| Bürgermeister                                               | Gregor Gysi        |        | PDS    |
| ab 29. August 2002: Harald Wolf                             |                    | PDS    |        |
| Bürgermeisterin                                             | Karin Schubert     |        | SPD    |
| Senator für Wirtschaft, Arbeit und Frauen                   | Gregor Gysi        |        | PDS    |
| ab 29. August 2002: Harald Wolf                             |                    | PDS    |        |
| Senatorin für Justiz                                        | Karin Schubert     |        | SPD    |
| Senator für Bildung, Jugend und Sport                       | Klaus Böger        |        | SPD    |
| Senator für Wissenschaft, Forschung und Kultur              | Thomas Flierl      |        | PDS    |
| Senatorin für Gesundheit, Sozialwesen und Verbraucherschutz | Heidi Knake-Werner |        | PDS    |
| Senator für Inneres                                         | Ehrhart Körting    |        | SPD    |
| Senator für Finanzen                                        | Thilo Sarrazin     |        | SPD    |
| Senator/in für Stadtentwicklung                             | Peter Strieder     |        | SPD    |
| ab 7. April 2004: Ingeborg Junge-Reyer                      |                    | SPD    |        |

Im Zuge der so genannten Bonusmeilen-Affäre trat Gregor Gysi am 31. Juli 2002 von seinem Amt als Wirtschaftssenator zurück. Sein Nachfolger wurde Harald Wolf.
Peter Strieder gab sein Amt als Senator für Stadtentwicklung am 7. April 2004 ab, das er auch im vorangegangenen Senat innegehabt hatte. In dieser Funktion war er auch an der Planung an dem Bau des Neuen Tempodroms beteiligt, dessen Finanzierung zu öffentlichen Diskussionen führte. Nach seinem Rücktritt wurde das Ressort von Ingeborg Junge-Reyer übernommen.